# Progress M-34
Progress M-34 (ryska: Прогресс М-34) var en rysk obemannad rymdfarkost som levererade förnödenheter, syre, vatten och bränsle till rymdstationen Mir. Den sköts upp med en Sojuz-U-raket, från Kosmodromen i Bajkonur, den 6 april 1997 och dockade med Mir den 8 april. Farkosten lämnade rymdstationen den 24 juni 1997. Farkosten brann upp i jordens atmosfär den 2 juli 1997.

## Kollision
Den 25 juni 1997 skulle Progress M-34 åter docka med rymdstationen. Farkosten kolliderade med modulen Spektr och dess solpaneler, Spektr punkterades och förblev trycklös tills rymdstationen skrotades 2001.

### Fotnoter
1. ↑  ”NASA Space Science Data Coordinated Archive” (på engelska). NASA. https://nssdc.gsfc.nasa.gov/nmc/spacecraft/display.action?id=1997-014A. Läst 1 mars 2020.
2. ↑  Manned Astronautics - Figures & Facts Arkiverad 9 oktober 2007 hämtat från the Wayback Machine., läst 15 juli 2016.